# Futūh
Futūh (arabisch فتوح, DMG futūḥ ‚Eroberungen, Siege‘, Plural von فتح, DMG fatḥ ‚Erfolg, Öffnung, Eröffnung, Beginn‘) bezeichnet die von islamisierten arabischen Stammesverbänden nach dem Tode des Propheten Mohammed (632) durchgeführten Eroberungen zuerst auf byzantinischem und sassanidischen Gebiet, die zur Errichtung eines islamischen Staates und in weiterer Konsequenz zur fast vollständigen Islamisierung des Vorderen Orients und des Mittleren Ostens sowie Nordafrikas führen sollten.

## Wortbedeutung
Im Verständnis muslimischer Historiographen trägt der Terminus futūḥ eine stark religiöse Konnotation und bezeichnet in diesem Sinne diejenigen Kriege, die die nachprophetischen Muslime gegen die „Ungläubigen“ (kuffār) führten. Die arabische Lexikographie bezeichnet das Verb synonym zum Verb ghalaba غلب عليه / ġalaba ʿalaihi / ‚siegen, besiegen, sich bemächtigen‘. In diesem Sinne benutzt die islamische Historiographie den Begriff futūḥ als „Eroberung“ bzw. „Eroberungen“ neuer Gebiete und ihr Anschluss an das islamische Reich. Die Schriften, die sich mit dieser Epoche der frühislamischen Geschichte nach dem Tod Mohammeds beschäftigen, nennt man entsprechend kitāb al-futūḥ, „Das Buch der Eroberungen“, futūḥ al-buldān, „Die Eroberung der Länder“, oder regional bezogen Futūḥ aš-Šām, „die Eroberung von Syrien“ usw.

## Geschichtlicher Ablauf
Die arabisch-islamische Expansion schließt sich relativ nahtlos an die bereits im Jahre 633, also nur ein Jahr nach dem Tode des Propheten, zum Abschluss gekommenen ridda- (Apostasie) Kämpfe an, in deren Zuge der erste der so genannten „rechtgeleiteten“ Kalifen, Abū Bakr (reg. 632-34), diejenigen arabischen tribalen Gruppen wieder an das noch junge Kalifat und die neu entstandene muslimische Gemeinde (umma) band, die nach vorislamischer Sitte ihr Loyalitätsverhältnis mit den Muslimen nach dem Tode des Propheten aufgekündigt hatten. Diese neu gewonnenen tribalen Gruppen, deren letztendliche Unterwerfung auch den Prozess der Islamisierung der Arabischen Halbinsel zum Abschluss brachte, sollte auch im Verlaufe der futūḥ eine zentrale Rolle spielen. Vor allem die in den Grenzregionen zum byzantinischen und sassanidischen Reich siedelnden nomadischen Verbände stießen bereits zu einem frühen Zeitpunkt in die Territorien, der beiden aufgrund innerer Streitigkeiten und vorheriger zwischenstaatlicher Kriegshandlungen geschwächten Großreiche vor, deren stehende Heere kaum die Flexibilität besaßen, den schnell und dezentral operierenden arabischen Verbänden die Stirn zu bieten. Auch die Tatsache, dass beide Reiche bereits durch frühere nomadische Übergriffe, die meist lokal und zeitlich begrenzt waren, Erfahrung mit den Razzien (ġazawāt, Sg. ġazwa) arabischer Beduinen hatten und die Situation daher falsch einschätzten, mag zur langsamen und nur unzureichenden Reaktion der Zentralregierungen der beiden Reiche und damit zu ihrem schnellen Sturz bzw. ihrer großflächigen territorialen Eindämmung beigetragen haben. Ein weiterer Faktor, der die rasche Expansion der unorganisierten und nur sehr mittelbar zentral geführten arabischen Kräfte erklären mag, liegt in der Haltung der lokalen Bevölkerungen, in deren Siedlungsgebiete die futūḥ-Kämpfer zuerst vorstießen. Von ihren – ihre Legitimation vornehmlich auf religiöse Bezugssysteme aufbauenden – Zentralregierungen oftmals aufgrund aus deren Perspektive heterodoxer (sektiererischer) Glaubensüberzeugungen marginalisiert und mit kriegsbedingt hohen Steuerabgaben belastet, begrüßten möglicherweise mehrere syrische und ägyptische Christen, aber auch Gruppen an der Peripherie des persischen Einflussgebietes die administrativ nur wenig geschulten und aufgrund des noch schwach entwickelten islamischen Dogmas religiös eher indifferenten islamischen Eroberer, die ihren neuen Untertanen im Vergleich zu den vorherigen Machthabern nur geringe Steuern auferlegten (zu erwähnen ist in diesem Zusammenhang vor allem die sogenannte Dschizya (Kopfsteuer) für Schriftbesitzer (ahl al-kitāb)).
Allerdings ist die These, die christliche Bevölkerung Syriens und Ägyptens hätte, weil sie in religiösen Fragen oft in Opposition zur Reichskirche stand, die Araber begrüßt, in der neueren Forschung wieder sehr umstritten, da durchaus heftiger lokaler Widerstand gegen die arabischen Eroberer belegt ist.

## Chronologie
Zwar ist die genaue Chronologie der arabisch-islamischen Expansion an vielen Stellen noch zweifelhaft, doch lassen sich wichtige Etappen festhalten: Bereits im Jahre 635 wird Damaskus eingenommen, nachdem arabische Verbände zuerst ins sassanidisch kontrollierte Mesopotamien und ins byzantinische Südpalästina eingefallen waren. Nur ein Jahr später, 636, stehen sich arabische Kämpfer und ein byzantinisches Heer am Yarmūk (Syrien/Palästina) gegenüber, im selben Jahr (oder erst 637) treffen sie in der Schlacht von Qādisiyya (westlich von Naḥaf, Irak) auf das Heer der Sassaniden, in deren Gefolge deren Hauptstadt Ktesiphon fällt. Durch die byzantinische Niederlage am Yarmūk waren bereits zuvor Syrien und Palästina faktisch unter muslimische Kontrolle gefallen, eine Entwicklung die mit der Einnahme der letzten byzantinischen Außenposten in diesem Gebiet im Jahre 640 endgültig besiegelt werden sollte. Die Eroberung von Ägypten unter der Leitung ʿAmr Ibn-al-ʿĀs, die sogenannte fatḥ Miṣr, vollzog sich in den Jahren 639–642. Parallel hierzu, von ca. 640–642, erobern muslimische Verbände den sassanidischen Iran und schlagen das letzte persische Aufgebot in der Schlacht bei Nehawend (Zagros-Gebirge) vernichtend. Beginnend im Jahre 650 stoßen muslimische Verbände nun immer tiefer nach Nordafrika vor. Bereits 711 standen Muslime zum ersten Mal im Südindus-Gebiet und setzten von Tanger aus auf die Iberische Halbinsel über, wo sie den letzten Gotenkönig Roderich in der Schlacht am Río Guadalete schlagen.

## Kritik
Dem Orientalisten Bernard Lewis zufolge betrachtete man futūḥ nicht als reine Eroberungen, sondern als die Befreiung von „gottlosen Regimes“ und die Errichtung der „göttlichen Ordnung“ des Islam. Dies kommt z. B. in einem Ultimatum zum Ausdruck, das ein muslimischer Heerführer an die Herrscher Persiens geschickt haben soll: „Lob sei Gott, der eure Ordnung umgestoßen, eure üblen Pläne durchkreuzt und eure Einheit entzweit hat.“ Dieser Sprachgebrauch ist Lewis zufolge vergleichbar mit dem Begriff „Befreiung“. Entsprechend wurde er im 20. Jahrhundert häufiger von muslimischen Historikern der Moderne in der Darstellung des Frühislams in diesem Zusammenhang genannt. Diese Denkweise von legitimen Eroberungen begründet sich Lewis zufolge auf dem Prinzip der fitra, nach dem es der Natur des Menschen entspräche, Muslim zu sein.